# 小山令之

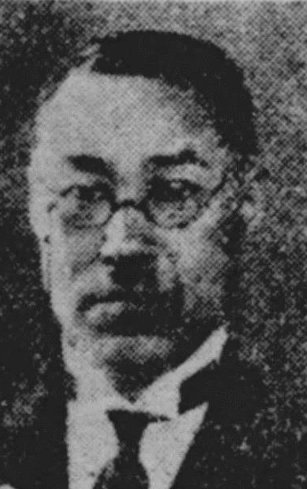
小山令之

小山 令之（おやま よしゆき、1881年（明治14年）4月14日 - 1938年（昭和13年）10月25日）は、衆議院議員（立憲民政党）、弁護士。

## 経歴
熊本県飽田郡奥古閑村（現在の熊本市南区）出身。熊本中学校、第五高等学校を経て、1909年（明治42年）に東京帝国大学法科大学法律学科（独法）を卒業した。卒業後は熊本中学の教諭兼舎監となったが、辞して熊本市で弁護士を開業した。
熊本県会議員を2期務めた後、1930年（昭和5年）の第17回衆議院議員総選挙に出馬し、当選した。
その後、満州に渡り、弁護士業のかたわら熊本海外協会満洲本部長に就任した。奉天市で客死。

## 著書
- 『小学教師之権利義務』（巌松堂、1911年）